# 10481 Esipov
10481 Esipov eller 1985 QK3 är en asteroid i huvudbältet som upptäcktes den 23 augusti 1985 av den rysk-sovjetiske astronomen Nikolaj Tjernych vid Krims astrofysiska observatorium på Krim. Den har fått sitt namn efter Valentin Fedorovitj Jesipov.
Asteroiden har en diameter på ungefär åtta kilometer.